# 小行星2463
小行星2463（2463 Sterpin）是一颗围绕太阳公转的小行星。1934年3月10日，喬治·范·比斯布魯克在威廉斯湾发现了此天体。
該小行星以比斯布魯克的妻子茱莉亞·史特賓·范·比斯布魯克（Julia Sterpin Van Biesbroeck）命名。
这颗小行星的绝对星等为264.76074等。